# José Pacheco (ciclista)
José dos Santos Pacheco (Santo Tirso, 14 de fevereiro de 1942) é um ex-ciclista de Portugal que venceu a Volta a Portugal de 1962, competindo pela equipa do FC Porto.